# حمله به دیئپ
حمله به دیئپ حمله فاجعه‌آمیز متفقین جنگ جهانی دوم به بندر دیئپ تحت اشغال آلمان در ساحل کانال مانش، در ۳۰۵ کیلومتری شمال غرب پاریس، در اوت ۱۹۴۲، طی جنگ جهانی دوم بود.